# ليلة النجوم (لوحة)
ليلة النجوم (بالإنجليزية: The Starry Night) و(بالهولندية: De sterrennacht) هي لوحة رسمها الفنان الإنطباعي الهولندي فينسنت فان غوخ من خارج نافذة غرفته في المصح في عام 1889 وكانت عن ليل مدينة سان ريمي دو بروفنس على الرغم من أنه رسمها في النهار وأن كل مارسمه هو من ذاكرته عن تلك الليلة التي رآها.
موجودة هذه اللوحة بشكل دائم منذ عام 1941 في متحف الفن الحديث بنيويورك بعد أن اشتراها من تركة جامعة التحف الفنية الأمريكية (Lillie P. Bliss)، وهذه اللوحة لفينست فان غوخ هي من بين أكثر لوحاته شهرة وتمثل منعطفاً حاسماً بسبب استخدامه حرية خيال أكبر في لوحاته الفنية.

## التعليقات الأخيرة

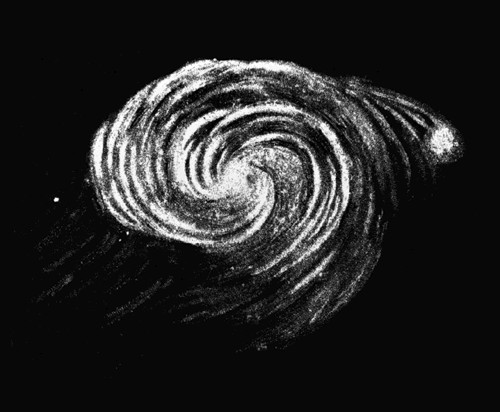
الرسم التخطيطي لمجرة الزوبعة التي رسمها الفلكي البريطاني ويليام بارسونزفي عام 1845 م أي قبل 44 عاماً من رسم فينست للوحة ليلة النجوم.

- ذكر سايمون سينغ في كتابه بيغ بانغ عن لوحة فان غوخ ليلة النجوم أنها تشبه الرسم التخطيطي لمجرة الزوبعة التي رسمها الفلكي البريطاني ويليام بارسونز قبل 44 عاماً من رسم فينسنت فان غوخ.
- قُورنت لوحة ليلة النجوم لنجم فلكي يسمى في 838 وحيد القرن تم رصده في عام2004 من مرصد هابل الفضائي[4] حيث تبدو سحل الغاز المحيطة بذا النجم الفلكي ما رسمه فان غوخ في تلك اللوحة.
- استشهد مؤرخ الفن يواكيم بيسارو أن لوحة ليلة النجوم هي مثال على سحر الفنان وإبداعه مع الروامس.[5]

## عناصر اللوحة
تتميز اللوحة بتقديم مشهد سماوي خيالي وذاتي، بعيدًا عن الواقع. على الرغم من شهرتها بأنها مرسومة من نافذة المصح في سان ريمي، إلا أن المدينة الظاهرة في اللوحة ليست تصويرًا دقيقًا لموقع المصح، بل تمثل مزيجًا من الذاكرة والخيال والمشاهد الريفية من طفولة فان غوخ في هولندا. كما أن الدوامات السماوية في اللوحة، التي رسمها الفنان، تشبه أنماط الاضطراب السيّالي في السوائل، وهي ظاهرة فيزيائية معقدة اكتشفها علماء الفيزياء في القرن الحادي والعشرين، مما يشير إلى أن فان غوخ جسّد هذه الظاهرة دون قصد باستخدام عينه الفنية وحدسه الحسي. 
علاوة على ذلك، أظهر تحليل فلكي دقيق أن شكل القمر في اللوحة لا يتوافق مع المرحلة القمرية الحقيقية في تلك الليلة من يونيو 1889، مما يعكس أن فان غوخ قد رسم السماء كما شعر بها، لا كما رآها. وعلى الرغم من مكانتها الفنية العالية، وصف الفنان نفسه هذه اللوحة في رسالة إلى أخيه "ثيو" بأنها "مبالغ فيها" و"فاشلة"، مما يبرز التباين بين تقييمه الشخصي لأعماله وتقدير العالم لها. وتعتبر شجرة السرو في اللوحة رمزية للموت والحياة، حيث ترتبط هذه الشجرة تقليديًا بالموت والقبور في الثقافة الغربية، وقد استخدمها فان غوخ كرمز للصراع بين الحياة والموت، الأرض والسماء. 

## معرض صور

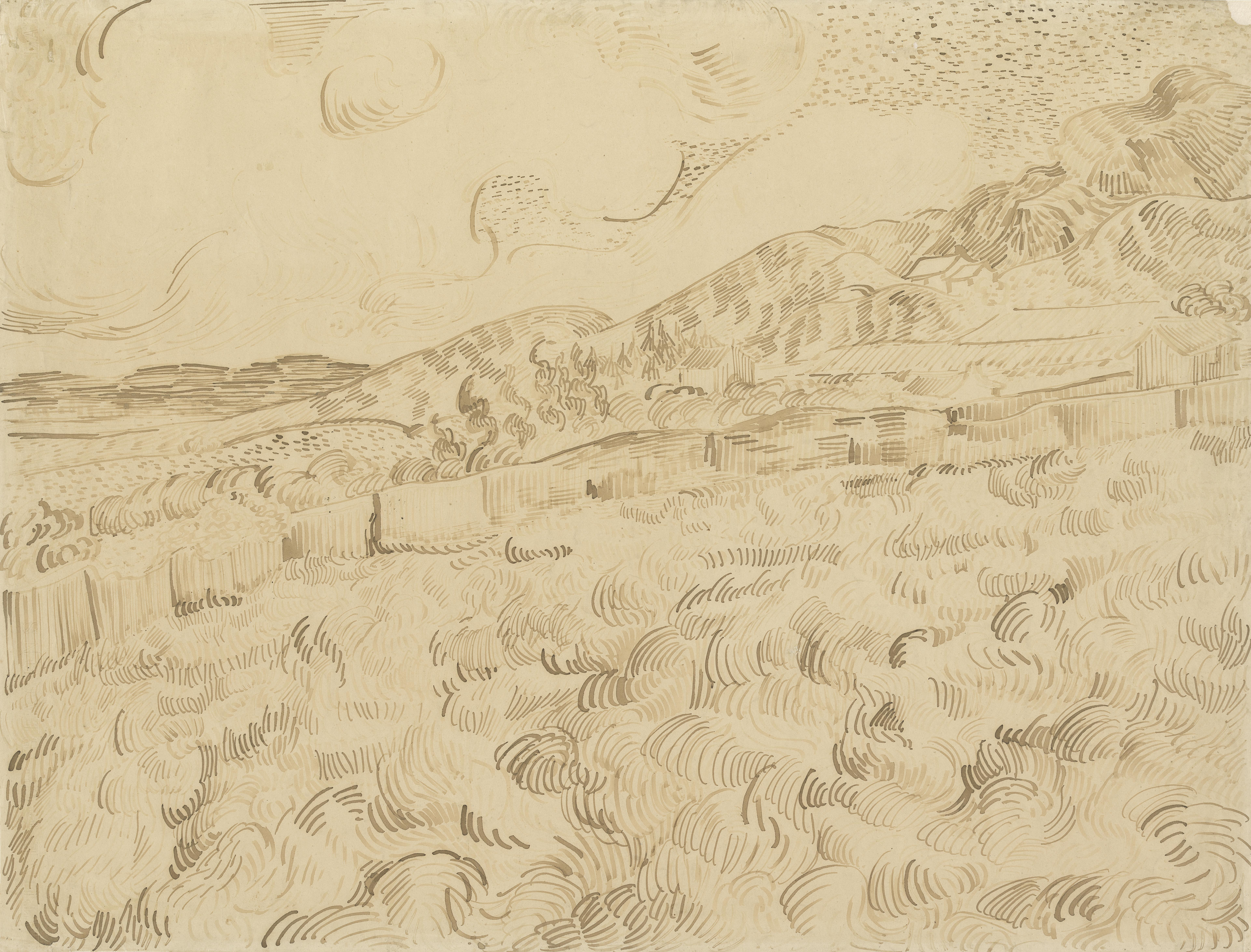
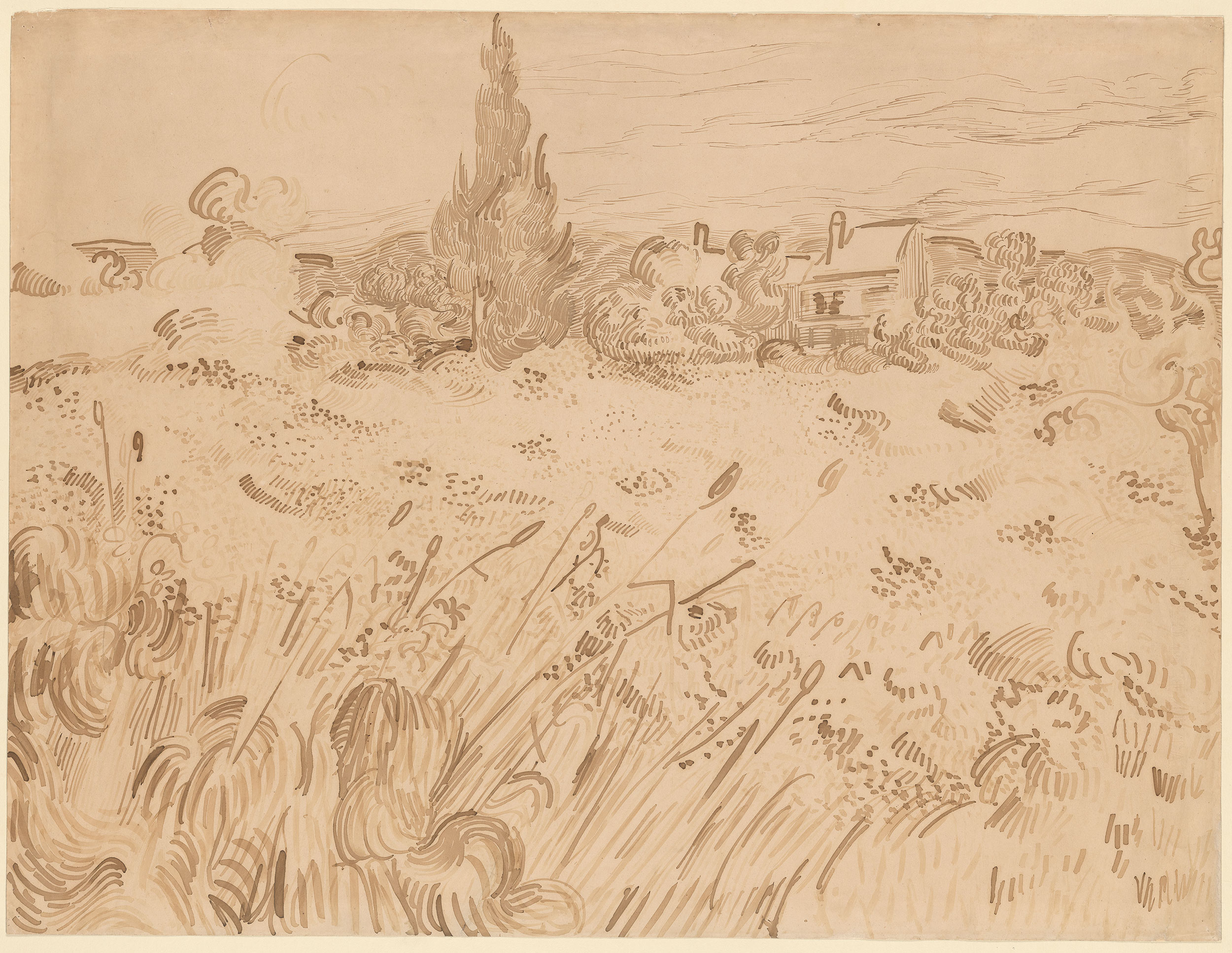
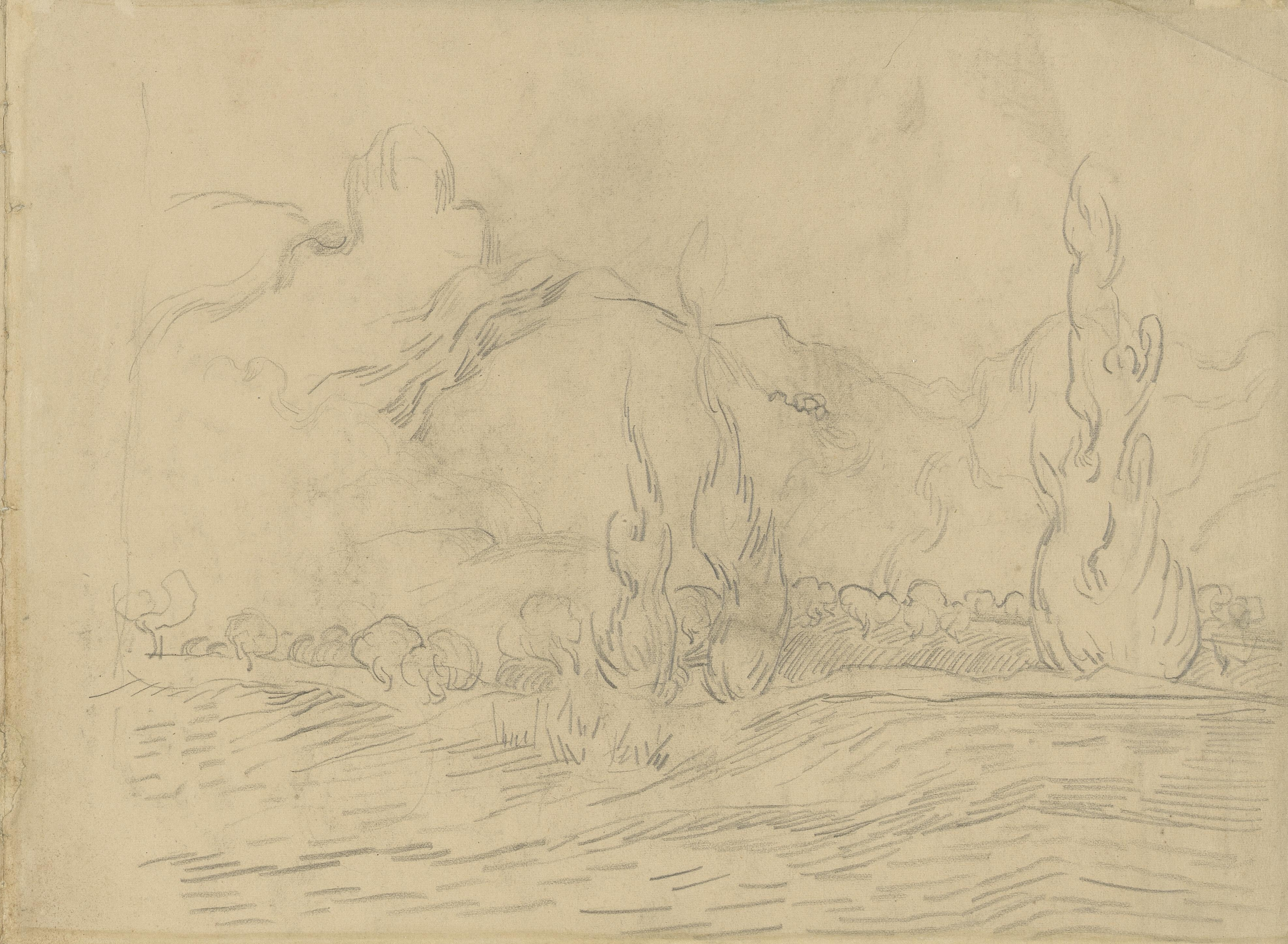
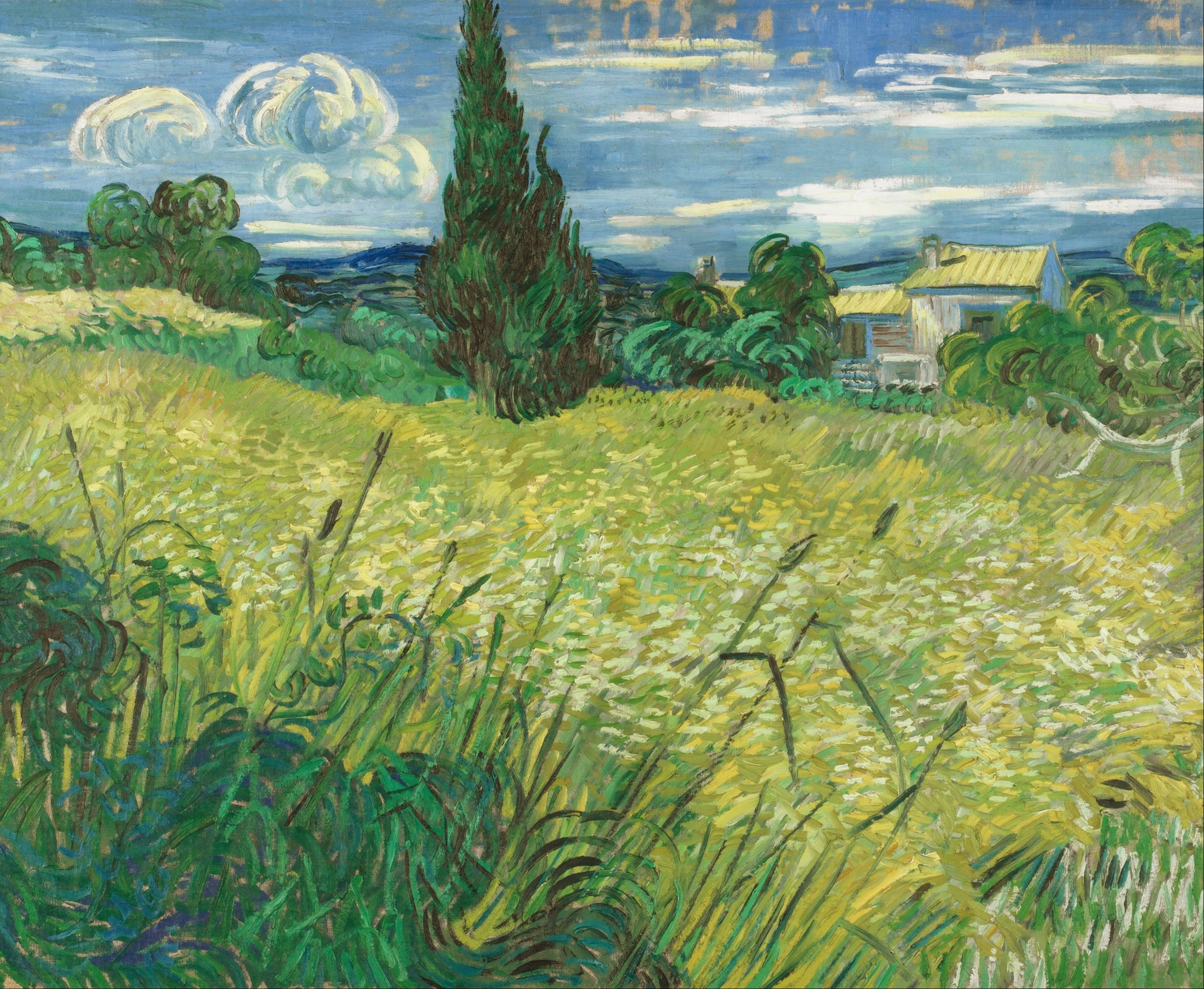
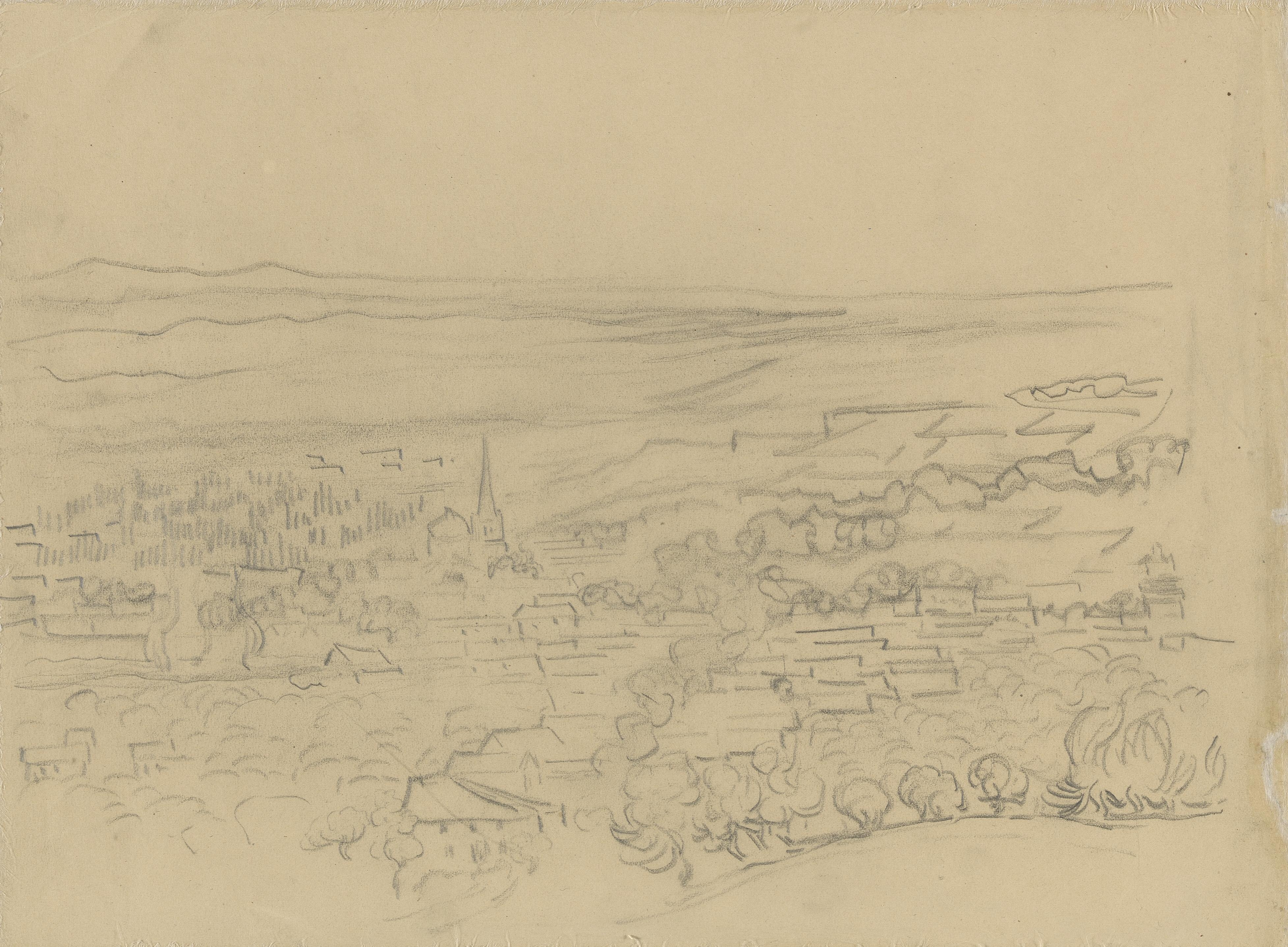
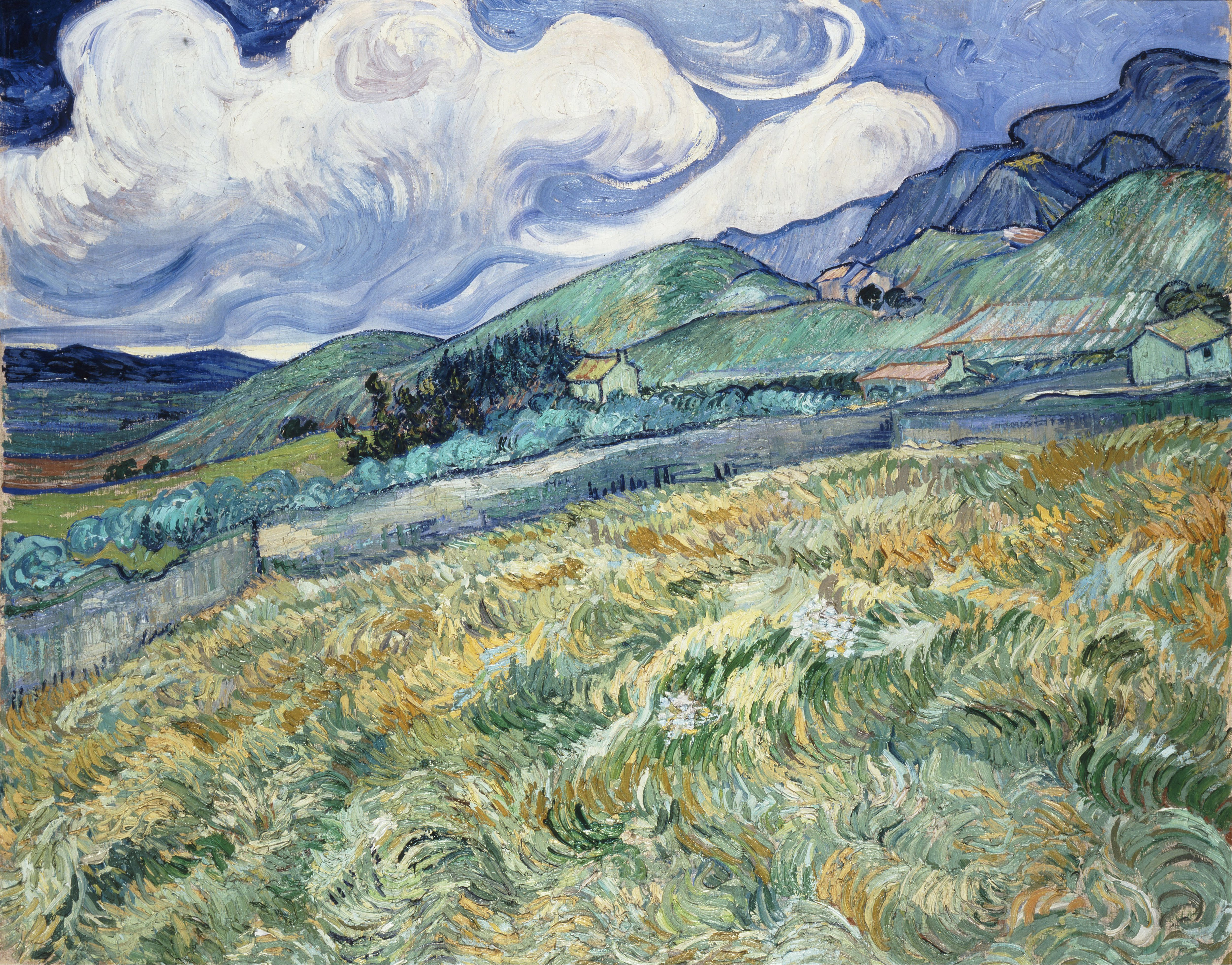